# František Majdloch
František Majdloch (ur. 14 października 1929 w Hranicach, zm. 30 listopada 2001 tamże) – czechosłowacki bokser, wicemistrz Europy z 1953, trzykrotny olimpijczyk.
Rozpoczął karierę od zdobycia brązowego medalu w wadze muszej na mistrzostwach Europy w 1947 w Dublinie. Po wygraniu dwóch walk przegrał w półfinale z Jamesem Clintonem ze Szkocji, a w walce o trzecie miejsce pokonał Józsefa Bednaia z Węgier.
Na igrzyskach olimpijskich w 1948 w Londynie zajął 4. miejsce w wadze muszej. Po wygraniu dwóch walk uległ w półfinale późniejszemu mistrzowi Pascualowi Pérezowi z Argentyny, a w walce o brązowy medal przegrał z Han Su-anem z Korei Południowej. Przegrał pierwszą walkę eliminacyjną w wadze muszej na mistrzostwach Europy w 1949 w Oslo.
Na igrzyskach olimpijskich w 1952 w Helsinkach wystąpił w wadze koguciej (do 54 kg). Po pokonaniu w pierwszej walce Ángela Figueroi z Portoryko w ćwierćfinale uległ Giennadijowi Garbuzowowi ze Związku Radzieckiego.
Zdobył srebrny medal w wadze muszej na mistrzostwach Europy w 1953 w Warszawie, gdzie po wygraniu dwóch walk przegrał w finale z Henrykiem Kukierem. Na mistrzostwach Europy w 1955 w Berlinie Zachodnim po wygraniu jednego pojedynku przegrał w ćwierćfinale z Mirceą Dobrescu z Rumunii. Ostatnią wielką imprezą, na której Majdloch wystąpił, były igrzyska olimpijskie w 1956 w Melbourne. Przegrał tam pierwszą walkę z Rayem Perezem ze Stanów Zjednoczonych.
Był dziewięciokrotnym mistrzem Czechosłowacji w wagach muszej i koguciej.